# Rajd San Martino di Castrozza 1977
Rajd San Martino di Castrozza 1977 (14. Rally San Martino di Castrozza) – rajd samochodowy rozgrywany we Włoszech od 2 do 4 września 1977 roku. Była to dwunasta runda Rajdowych Mistrzostw Świata w roku 1977 (zaliczana tylko do tzw. Pucharu FIA Kierowców, nie producentów) oraz piętnasta runda rajdowych mistrzostw Hiszpanii (o współczynniku 8) i jedenasta runda rajdowych mistrzostw Włoch (o współczynniku 4). Rajd został rozegrany na nawierzchni szutrowej. Bazą rajdu był włoski ośrodek San Martino di Castrozza.

## Klasyfikacja generalna[2]
| Miejsce | Nr | Kierowca          | Pilot                 | Samochód              | Czas    | Strata | Grupa | Pkt WRC | Pkt ERC |
| ------- | -- | ----------------- | --------------------- | --------------------- | ------- | ------ | ----- | ------- | ------- |
| 1       | 1  | Sandro Munari     | Piero Sodano          | Lancia Stratos HF     | 2:13:16 |        | 4     | 9       | 80      |
| 2       | 5  | Mauro Pregliasco  | Vittorio Reisoli      | Lancia Stratos HF     | 2:14:22 | +1:06  | 4     | 6       | 60      |
| 3       | 4  | Maurizio Verini   | Bruno Scabini         | Fiat 131 Abarth       | 2:23:57 | +10:41 | 4     | 4       | 48      |
| 4       | 2  | Walter Röhrl      | Christian Geistdörfer | Fiat 131 Abarth       | 2:24:06 | +10:50 | 4     | 3       | 40      |
| 5       | 8  | Antonio Fassina   | Mauro Mannini         | Fiat 131 Abarth       | 2:24:12 | +10:56 | 4     | 2       | 32      |
| 6       | 33 | Beny Fernández    | José Luis Formoso     | Ford Escort RS 1800   | 2:25:00 | +11:44 | 4     | 1       | 24      |
| 7       | 26 | Giorgio Taufer    | Alessio Sartoretto    | Porsche Carrera RS    | 2:25:36 | +12:20 | 3     |         | 16      |
| 8       | 12 | Pilota Il         | Marisa Borghini       | Alfa Romeo Alfetta GT | 2:27:42 | +14:26 | 2     |         | 12      |
| 9       | 11 | Luigi Battistolli | Giovanni Braito       | Opel Kadett GT/E      | 2:31:12 | +17:56 | 1     |         | 8       |
| 10      | 15 | Angelo Presotto   | Mirko Perissutti      | Opel Kadett GT/E      | 2:32:34 | +19:18 | 1     |         | 4       |

## Punktacja

### Klasyfikacja  FIA Cup for Rally Drivers (WRC)
| Lp | Producent         | Pkt. |
| -- | ----------------- | ---- |
| 1  | Sandro Munari     | 31   |
| 2  | Björn Waldegård   | 28   |
| 3  | Ari Vatanen       | 15   |
| 4  | Markku Alén       | 13   |
| 4  | Kyösti Hämäläinen | 13   |

- Uwaga: Tabela obejmuje tylko pięć pierwszych miejsc.